# Developing
Pour plus de détails, voir Fiche technique et Distribution.
Developing est un court-métrage indépendant américain réalisé par Marya Cohn avec Mary Ann Hannon, Natalie Portman et Frances Conroy. Le film n'est pas sorti au cinéma et a connu une sortie limitée aux États-Unis en 1994.

## Synopsis
Une mère atteinte d'un cancer élève seule sa fille.

## Fiche technique
- Réalisation et production : Marya Cohn
- Musique originale : José J. Herring
- Costumes : Ane Crabtree
- Musique : José J. Herring
- Producteur : Marya Cohn
- Pays :  États-Unis
- Langue : anglais
- Durée : 28 minutes

## Distribution
- Mary Ann Hannon : Head Nurse
- Lauren Cohn : Bree
- Frances Conroy
- Jon DeVries
- Martin L. Evans : David
- Dee Ann Newkirk : Beautiful Woman
- Natalie Portman : Nina